# Strada statale 10 Padana Inferiore
Die SS 10 Padana Inferiore ist eine der wichtigsten und längsten Staatsstraßen in Norditalien. Es handelt sich um eine 373 Kilometer lange West-Ost-Verkehrsachse in der unteren Poebene (daher der Name Padana Inferiore), die von der Stadt Turin in östlicher Richtung durch die Regionen Piemont, Lombardei und Emilia-Romagna bei Castel d’Ario führt. Der weitere Abschnitt in Venetien ist heute Regionalstraße und geht bei Monselice in die Strada Statale 16 Adriatica über. Letztere ist eine an der Adria von Nord- nach Süditalien verlaufende Verkehrsachse.

Der Unterhalt der zum Teil vierspurigen Fernstraße wurde im Jahr 2001 von der italienischen Straßengesellschaft ANAS an die genannten Regionen übergeben, die sie zu Regional- oder Provinzstraßen herabgestuft haben. 2021 wurde dies in den Regionen Piemont, Lombardei und Emilia-Romagna rückgängig gemacht und die Straße ist in diesen Regionen wieder Staatsstraße. 

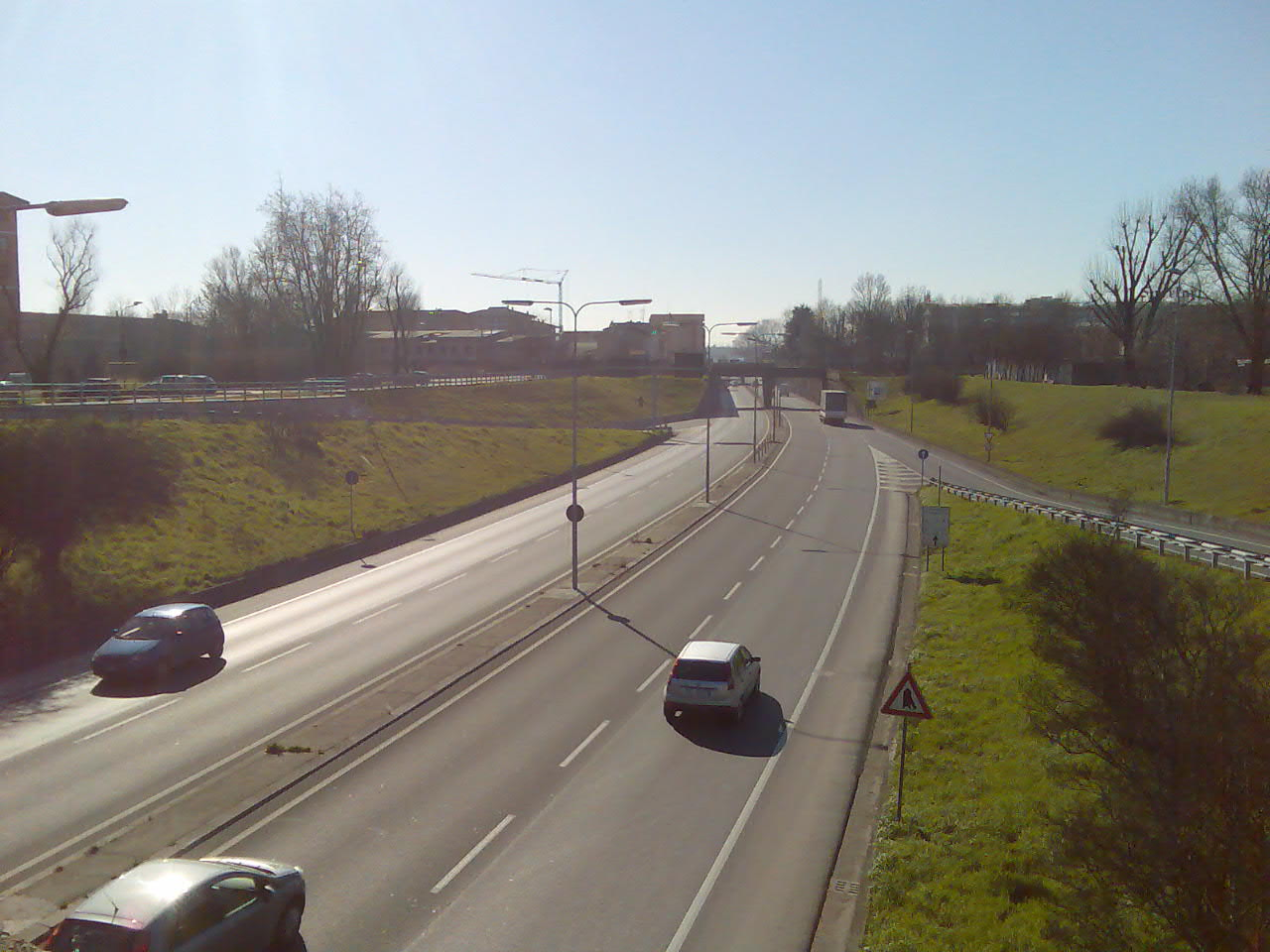
Die SS 10 bei Cremona